# Lagynochthonius ferox
Espèce
Synonymes
- Tyrannochthonius ferox Mahnert, 1978

Lagynochthonius ferox est une espèce de pseudoscorpions de la famille des Chthoniidae.

## Distribution
Cette espèce se rencontre au Congo-Brazzaville et au Cameroun.

## Publication originale
- Mahnert, 1978 : Pseudoskorpione (ausgenommen Olpiidae, Garypidae) aus Congo-Brazzaville (Arachnida, Pseudoscorpiones). Folia Entomologica Hungarica, vol. 31, no 1, p. 69-133.